# Клосув (Нижньосілезьке воєводство)
Клосув (пол. Kłosów) — село в Польщі, у гміні Вйонзув Стшелінського повіту Нижньосілезького воєводства.
Населення — 233 особи (2011).
У 1975-1998 роках село належало до Вроцлавського воєводства.

## Демографія
Демографічна структура станом на 31 березня 2011 року:
|          | Загалом | Допрацездатний вік | Працездатний вік | Постпрацездатний вік |
| -------- | ------- | ------------------ | ---------------- | -------------------- |
| Чоловіки | 115     | 20                 | 83               | 12                   |
| Жінки    | 118     | 19                 | 64               | 35                   |
| Разом    | 233     | 39                 | 147              | 47                   |